# Волока (мярка за площ)
Воло́ка (на литовски: valakas; на полски: włóka; на руски: воло́ка) е единица за измерване на площ във Великото литовско княжество, Полското кралство и по-късно в общата Полско-литовска държава.
Средно тя се равнявала на 21,368 хектара (52,80 акра) в Литва или на 17,955 хектара (44,37 акра) в Полша. Била разделена на 30 или 33 морги.
Волока също така е единица, която определя данъците и другите задължения към държавата. Преди това данъците и налозите са се основавали на броя на домакинствата (например при преброяването на населението на Великото литовско княжество от 1528 г. домакинствата са записани като мярка за военните задължения) или на броя на конете/биковете, необходими за обработката на земята. Тази система не е била точна: домакинствата са варирали значително по размер и богатство. Ето защо въвеждането на волока бележи важен преход към данъци, основани на площ (ширина, умножена по дължина).
Използва се от началото на XV век, като е част от системата от мерни единици на Великото литовско княжество. Получава широко разпространение с провеждането на аграрна реформа във Великото литовско княжество, известно като волочно измерване. Реформата е извършена в съответствие с устава за волоките, издаден от великия княз Сигизмунд Август през 1557 г. Често към един волок се прибавяли 3 морги земя, което се предвиждало от „устава“. Съгласно него се практикували различни прибавки поради нееднаквото качество на земята. Така една волока като данъчна единица може да се равнява на реколтата от площ от 30 до 46 морги, което никак не влияло на количеството на данъка.
Като поземлен участък волоката се делила на три равни полета, което съответствало на триполевата система на сеитбообръщение. В зависимост от качеството на земята волоките били делени на 4 категории: добри („добра земя“), средни („средна земя“), лоши („зла“ или „подла“ земя) и много лоши („съвзем подла“ земя). От качеството на земята зависел и размерът на изплащаната за всяка волка парична рента, наричана чинш (аренда). Волоките се делили също на тегливи (основен данък е ангарията), облагаеми (основен данък е арендата) и необлагаеми (парцели на нисши чиновници). Често единицата на данъчно облагане не е цялата волока, считана за голям парцел, а част от него: „половин волока“, „третина“, „четвъртина“ и т. н. Волоките, които са били в постоянна употреба, се наричали „уседнали“, тези във временна употреба се наричали „приети“ или „странични“, тези, които не се използвали, се наричали „пусти“ или „неприети“.
Официално волката е изоставена като мерна единица след отмяната на крепостничеството в Руската империя през 1861 г., в чийто състав е влизало тогава Полското царство, но тя се запазва в ежедневната употреба до въвеждането на метричната система през 1921 г.